# メヒス・ヘインサー
メヒス・ヘインサー（Mehis Heinsaar、1973年8月1日 - ）は、エストニアの新世代作家の一人である。1997年、文学集団Erakkond（グループ隠遁者の意）に所属し、詩人としてデビューする。2001年に最初の短編小説集『Vanameeste näppaja（年老いたひったくり）』『Härra Pauli kroonikad（Mr.ポールの物語）』を出版、批評家より高い評価を得て、Estonian Cultural Endowment Prose Prize（エストニア文化寄贈賞）など複数の賞を得る。
ヘインサーはタルトゥに生まれ、エストニア南部で育った。タルトゥ大学ではエストニア文献学を学ぶ。卒論のテーマはエストニアの作家オウグス・ガイリ（1891 - 1960年）。大学卒業後、プロの作家として活動する。エストニアで最高の名誉とされるタグラス（トゥグラス）短編小説賞（エストニアの作家 フリーデバート・タグラスによるエストニア文学の賞）を2000年、2002年、2010年と３回受賞。ヘインサーの作品は、英語のほか、デンマーク語、フィンランド語、フランス語、ドイツ語、イタリア語、ハンガリー語、日本語など数多くの言語に訳されてきた。21世紀に活躍するエストニアの小説家の中でも、最も多くの賞を受賞している作家の一人である。
2021年秋には、ヘインサーをポートレイトしたドキュメンタリーフィルム『The Gardener of Tension Fields』 （監督：Joosep Matjus、Katri Rannastu）が公開された。
ヘインサーは、タルトゥのTartu NAK（エストニアの新世代作家・アーティストのグループ）、文学集団Partyに所属している。

## 作風
- シュールで夢の出来事のようなストーリーが、社会慣習や物理法則を無効にし、ありふれた日常の風景を非日常に変えてしまう[8]。
- ヘインサーは非常に独特で他にない書法をもち、それはマジックリアリズムと称されることがある。人を惹きつける、遊び心に満ちたストーリーテラーであり、イマジネーション溢れる小説世界を作り出す。超自然であると同時にリアル感のある世界、この二つの要素をこの作家は苦労なく混ぜ合わせる。リアルとシュールの結合は、小説の中で、エストニアの実際の場所（地名）が使われることで強化されている。それによりマジカルな世界が夢や嘘には見えず、小説的な意味での存在感となっている。[4]
- 作品の大きな特徴として、謎めいた非日常の事象によって、何の変哲もない日常の風景を違ったものに見せることが挙げられる。ヘインサーの小説では、奇跡はたびたび起きる。出来事を精密に書くが過度にはならず、文章表現は簡潔で物語には軽さがある。[1]

## 作品
短編小説集：

- Vanameeste näppaja ('The Snatcher of Old Men', 2001)
- Härra Pauli kroonikad ('The Chronicles of Mr. Paul'2001)
- Rändaja õnn ('The Traveller’s Happiness', 2007)
- Ebatavaline ja ähvardav loodus ('Extraordinary and Threatening Nature', 2010)
- Ülikond ('The Suit', 2013)
- Unistuste tappev kasvamine: jutte ja novelle, muinasjutte ja nägemusi siit- ja sealtpoolt Eestimaa teid (The deadly growth of dreams: stories and short stories, fairy tales and visions from here and there on the roads of Estonia, 2016)

長編小説

- Artur Sandmani lugu ehk Teekond iseenda teise otsa ('The Tale of Artur Sandman, or The Journey to the Other End of Self' 2005)

詩集

- Sügaval elu hämaras ('Deep in the Haze of Life', 2009)
- Pingeväljade aednik (The gardener of voltage fields, 2018)